# Prințesa Marina a Greciei și Danemarcei
Prințesa Marina, Ducesă de Kent, născută Prințesa Marina a Greciei și Danemarcei (greacă Πριγκίπισσα Μαρίνα της Ελλάδας και Δανίας; n. 13 decembrie 1906 – d. 27 august 1968) a fost membru al familiei regale britanice, soția Prințului George, Duce de Kent, al patrulea fiu al regelui George al V-lea al Regatului Unit și Mary de Teck.